# Ahmad Ersan
Ahmad Ersan Mohammad Hamdouni, noto semplicemente come Ahmad Ersan (in arabo احمد العرسان‎?; Irbid, 28 settembre 1995), è un calciatore giordano, centrocampista dell'Al-Faisaly e della nazionale giordana.

## Carriera

### Club
Nel 2017 ha esordito tra i professionisti, nella prima divisione giordana.

### Nazionale
Con la nazionale giordana ha preso parte alla Coppa d'Asia 2019.

## Statistiche

### Cronologia presenze e reti in nazionale
| Cronologia completa delle presenze e delle reti in nazionale ― Giordania | Cronologia completa delle presenze e delle reti in nazionale ― Giordania | Cronologia completa delle presenze e delle reti in nazionale ― Giordania | Cronologia completa delle presenze e delle reti in nazionale ― Giordania | Cronologia completa delle presenze e delle reti in nazionale ― Giordania | Cronologia completa delle presenze e delle reti in nazionale ― Giordania | Cronologia completa delle presenze e delle reti in nazionale ― Giordania | Cronologia completa delle presenze e delle reti in nazionale ― Giordania |
| Data                                                                     | Città                                                                    | In casa                                                                  | Risultato                                                                | Ospiti                                                                   | Competizione                                                             | Reti                                                                     | Note                                                                     |
| ------------------------------------------------------------------------ | ------------------------------------------------------------------------ | ------------------------------------------------------------------------ | ------------------------------------------------------------------------ | ------------------------------------------------------------------------ | ------------------------------------------------------------------------ | ------------------------------------------------------------------------ | ------------------------------------------------------------------------ |
| 6-1-2019                                                                 | al-'Ayn                                                                  | Australia                                                                | 0 – 1                                                                    | Giordania                                                                | Coppa d'Asia 2019 - 1º turno                                             | -                                                                        | 51’ 72’                                                                  |
| 10-1-2019                                                                | al-'Ayn                                                                  | Giordania                                                                | 2 – 0                                                                    | Siria                                                                    | Coppa d'Asia 2019 - 1º turno                                             | -                                                                        | 85’                                                                      |
| 15-1-2019                                                                | al-'Ayn                                                                  | Palestina                                                                | 0 – 0                                                                    | Giordania                                                                | Coppa d'Asia 2019 - 1º turno                                             | -                                                                        | 82’                                                                      |
| 20-1-2019                                                                | Dubai                                                                    | Giordania                                                                | 1 – 1 dts (2 - 4 dtr)                                                    | Vietnam                                                                  | Coppa d'Asia 2019 - Ottavi di finale                                     | -                                                                        | 98’                                                                      |
| 24-3-2021                                                                | Dubai                                                                    | Giordania                                                                | 1 – 0                                                                    | Libano                                                                   | Amichevole                                                               | -                                                                        | 68’                                                                      |
| 19-6-2023                                                                | Wiener Neustadt                                                          | Giamaica                                                                 | 1 – 2                                                                    | Giordania                                                                | Amichevole                                                               | -                                                                        | 46’                                                                      |
| Totale                                                                   |                                                                          | Presenze                                                                 | 6                                                                        |                                                                          | Reti                                                                     | 1                                                                        |                                                                          |